# ألدو كافيرو
ألدو كافيرو (بالإسبانية: Aldo Cavero)‏ هو لاعب كرة قدم بيروفي، ولد في 24 أكتوبر 1971 في ليما في بيرو. شارك مع منتخب بيرو لكرة القدم. أما مع النوادي، فقد لعب مع أليانزا ليما وسيينسيانو ونادي ميلغار أريكيبا.

## وصلات خارجية
- ألدو كافيرو على موقع قاعدة بيانات كرة القدم.إي يو (الإنجليزية)
- ألدو كافيرو على موقع ناشيونال فوتبول تيمز (الإنجليزية)